# Schwarzhaariger Wurzelrübling
Der Schwarzhaarige Wurzelrübling oder Weißtannen-Wurzelrübling (Oudemansiella melanotricha, syn. Xerula melanotricha) ist eine seltene Pilzart aus der Familie der Rindenschwammverwandten (Physalacriaceae).

## Merkmale

### Makroskopische Merkmale
Der 3–7 cm breite, dunkelbraune Hut ist trocken, samtig bis haarig und hat am Rand besonders abstehende Borsten. Der Stiel ist zimtbraun, borstig-haarig und bei Berührung abfärbend.

### Mikroskopische Merkmale
Die Sporen haben eine rundliche Form und messen 8–10,5 × 7,5–9,5 µm.

## Artabgrenzung
Er kann mit dem Braunhaarigen Wurzelrübling (Xerula pudens) verwechselt werden.

## Ökologie und Gefährdung
Die Art ist parasitisch mit den Wurzeln der Weißtanne verbunden und kommt auf montanen Kalkböden vor. Sie ist sehr selten.

## Bedeutung
Der Pilz ist als Speisepilz nicht von Bedeutung.